# Jacques Rossignol
Jacques Rossignol (* 2. Dezember 1945 in Bourg-des-Comptes, Département Ille-et-Vilaine; † 15. Januar 2001 in Lorient) war ein französischer Fußballspieler.

## Karriere
Der 173 Zentimeter große Rossignol, der sowohl im Mittelfeld als auch im Angriff eingesetzt wurde, begann das Fußballspielen beim Amateurverein FC Lorient. 1964 wechselte er zum Erstligisten Stade Rennes, war dort jedoch zunächst hauptsächlich für die Reservemannschaft vorgesehen. Dennoch fand er in einer Zeit, in der Ein- und Auswechslungen noch nicht möglich waren, auch den Weg in die erste Mannschaft und debütierte am 6. September 1964 bei einem 3:2-Erfolg gegen Olympique Nîmes in der höchsten französischen Spielklasse. Anschließend spielte er kaum eine Rolle im Team, bis er im Verlauf der Spielzeit 1966/67 wieder regelmäßigere Einsätze verbuchen konnte. Am 27. August 1967 schrieb Rossignol Vereinsgeschichte, da er bei der 0:2-Niederlage gegen den AC Ajaccio zum ersten Spieler wurde, der nach der Regeländerung von keiner hin zu einer möglichen Einwechslung als Ersatzmann ins Spiel kam. Es folgte mit 29 bestrittenen Partien seine in dieser Hinsicht beste Saison. 1969 kehrte er Rennes den Rücken, was nach 63 Spielen mit acht Toren zugleich das Ende seiner Erstligazeit bedeutete.
Der Fußballer unterschrieb im selben Jahr bei seinem mittlerweile in die zweite Liga aufgestiegenen Ex-Klub FC Lorient, wo er direkt zum Stammspieler avancierte. Die Saison 1970/71 markierte mit elf Torerfolgen seine erfolgreichste Zeit als Torschütze. Er blieb Lorient über Jahre treu und erreichte immer wieder den Ligaverbleib, wobei der Aufstieg nie gelang. 1977 entschloss sich der damals 31-Jährige nach 224 Zweitligapartien mit 37 Toren für eine Beendigung seiner Laufbahn.